# Grandcamp-Maisy
Grandcamp-Maisy  est une commune française, située dans le département du Calvados en région de Normandie entre les plages d'Utah Beach et Omaha Beach, peuplée de 1 525 habitants.

## Géographie

### Localisation
Grandcamp-Maisy se situe en Normandie, dans le Calvados à trente minutes de Bayeux. Elle fait partie des plages du débarquement d'Omaha Beach et est une station touristique et balnéaire.
Les communes limitrophes sont  Cricqueville-en-Bessin, Géfosse-Fontenay et La Cambe.

### Hydrographie
La commune est située dans le bassin Seine-Normandie. Elle est drainée par le Véret, le Doigaux, le cours d'eau 01 de Létanville, le Rhin, le canal 01 de la commune de Grandcamp-Maisy, le ruisseau des Fontaines, le cours d'eau 01 de la Base Conchylicole, le canal 01 de la Source de Livureun bras du Rhin et un autre petit cours d'eau,.
Le Véret, d'une longueur de 13 km, prend sa source dans la commune de Formigny La Bataille et se jette dans la baie de Seine, après avoir traversé six communes. 

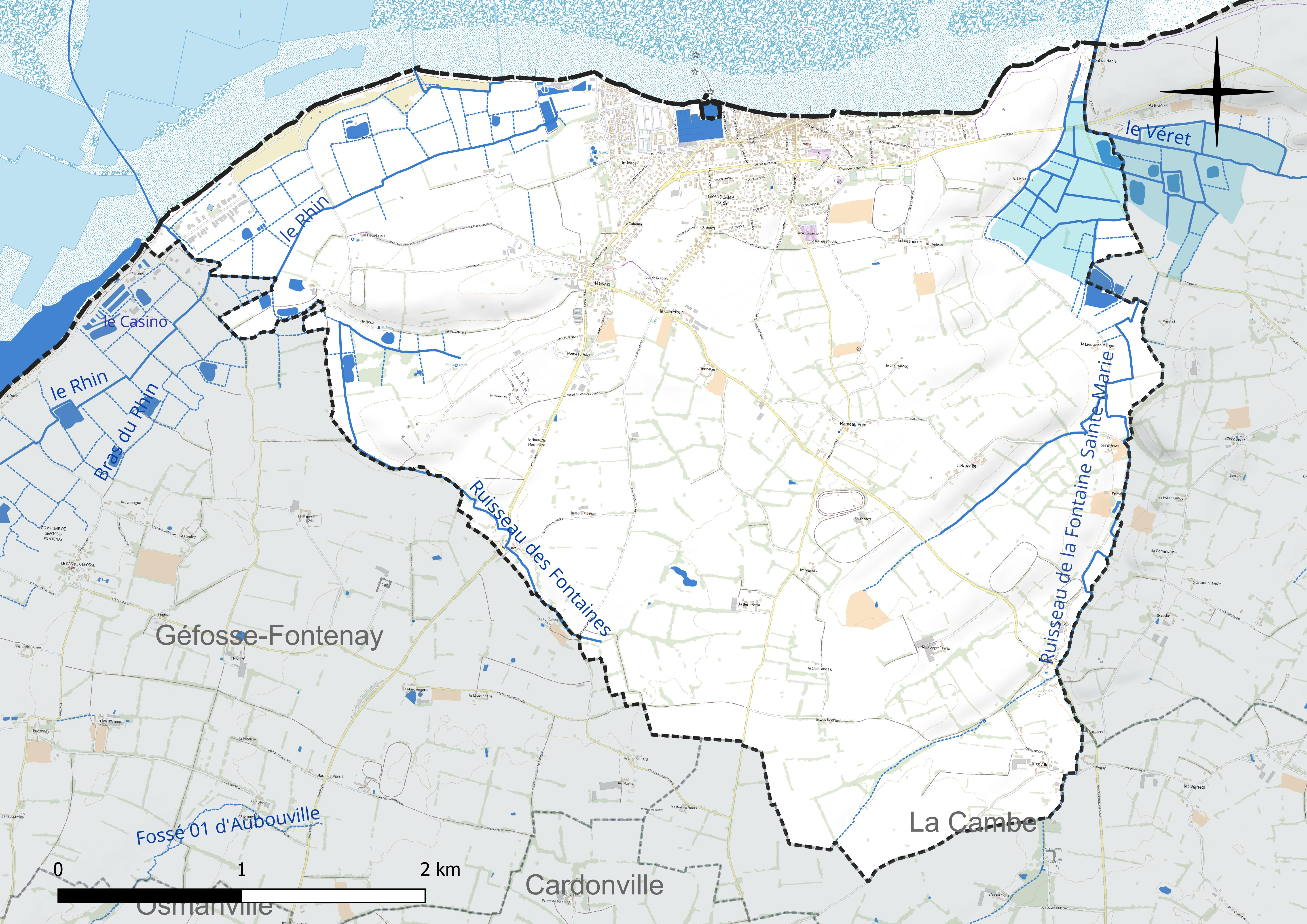
Réseau hydrographique de Grandcamp-Maisy.

### Climat
Pour des articles plus généraux, voir Climat de la Normandie et Climat du Calvados.
En 2010, le climat de la commune est de type climat océanique franc, selon une étude du CNRS s'appuyant sur une série de données couvrant la période 1971-2000. En 2020, Météo-France publie une typologie des climats de la France métropolitaine dans laquelle la commune est exposée à un climat océanique et est dans la région climatique  Normandie (Cotentin, Orne), caractérisée par une pluviométrie relativement élevée (850 mm/a) et un été frais (15,5 °C) et venté. Parallèlement le GIEC normand, un groupe régional d'experts sur le climat, différencie quant à lui, dans une étude de 2020, trois grands types de climats pour la région Normandie, nuancés à une échelle plus fine par les facteurs géographiques locaux. La commune est, selon ce zonage, exposée à un « climat maritime », correspondant au Cotentin et à l'ouest du département de la Manche, frais, humide et pluvieux, où les contrastes pluviométrique et thermique sont parfois très prononcés en quelques kilomètres quand le relief est marqué.
Pour la période 1971-2000, la température annuelle moyenne est de 11,2 °C, avec une amplitude thermique annuelle de 10,5 °C. Le cumul annuel moyen de précipitations est de 867 mm, avec 13,5 jours de précipitations en janvier et 7,2 jours en juillet. Pour la période 1991-2020, la température moyenne annuelle observée sur la station météorologique la plus proche, située sur la commune de Balleroy-sur-Drôme à 27 km à vol d'oiseau, est de 11,2 °C et le cumul annuel moyen de précipitations est de 924,3 mm,. Pour l'avenir, les paramètres climatiques de la commune estimés pour 2050 selon différents scénarios d'émission de gaz à effet de serre sont consultables sur un site dédié publié par Météo-France en novembre 2022.

## Urbanisme

### Typologie
Au 1er janvier 2024, Grandcamp-Maisy est catégorisée bourg rural, selon la nouvelle grille communale de densité à 7 niveaux définie par l'Insee en 2022.
Elle est située hors unité urbaine et hors attraction des villes,.
La commune, bordée par la baie de Seine, est également une commune littorale au sens de la loi du 3 janvier 1986, dite loi littoral. Des dispositions spécifiques d'urbanisme s'y appliquent dès lors afin de préserver les espaces naturels, les sites, les paysages et l'équilibre écologique du littoral, comme le principe d'inconstructibilité, en dehors des espaces urbanisés, sur la bande littorale des 100 mètres, ou plus si le plan local d'urbanisme le prévoit.

### Occupation des sols

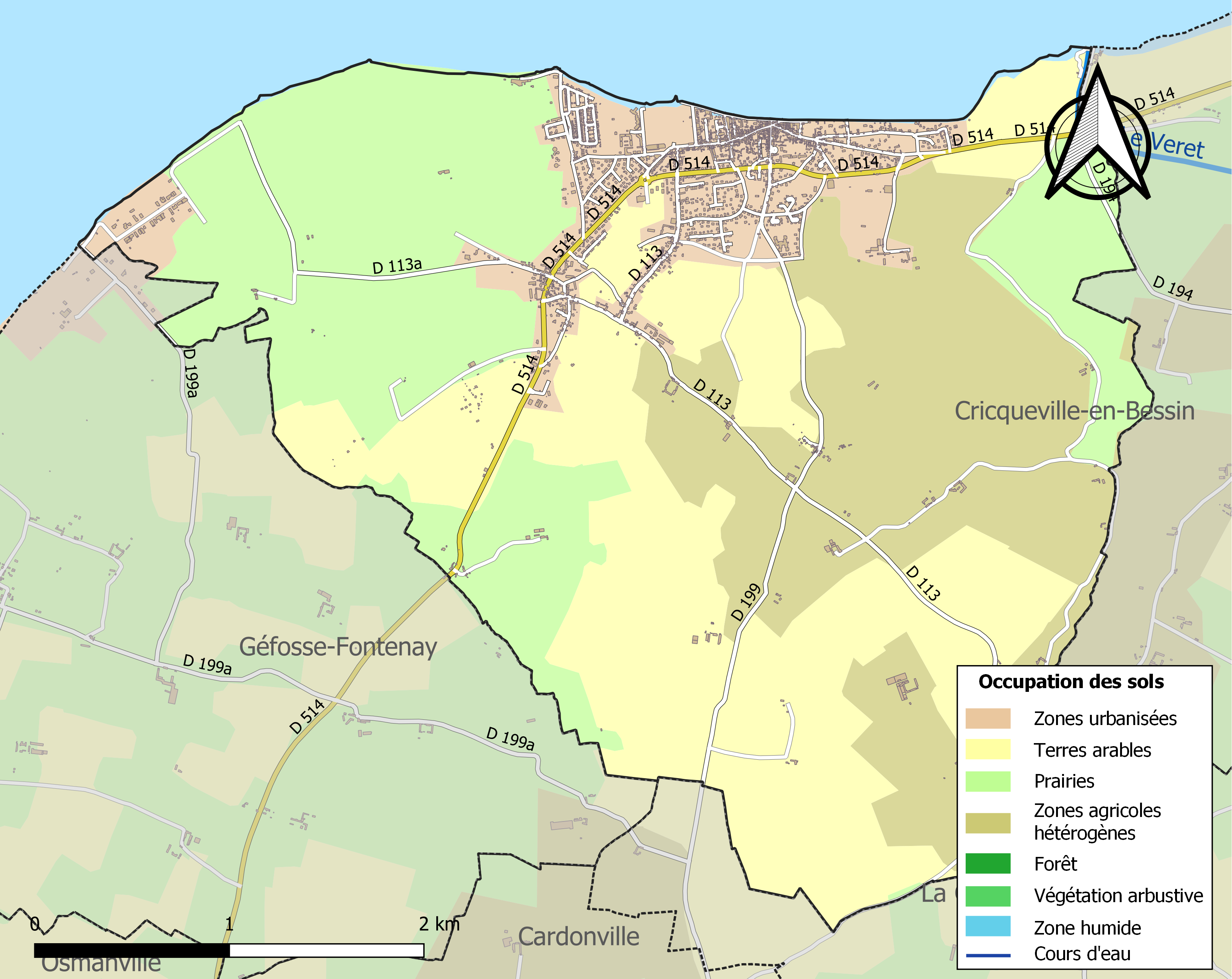
Carte des infrastructures et de l'occupation des sols de la commune en 2018 (CLC).

L'occupation des sols de la commune, telle qu'elle ressort de la base de données européenne d'occupation biophysique des sols Corine Land Cover (CLC), est marquée par l'importance des territoires agricoles (88 % en 2018), en diminution par rapport à 1990 (91,2 %).
La répartition détaillée en 2018 est la suivante : terres arables (32 %), prairies (28,8 %), zones agricoles hétérogènes (27,3 %), zones urbanisées (10,4 %), zones industrielles ou commerciales et réseaux de communication (1,1 %), zones humides côtières (0,5 %).
L'évolution de l'occupation des sols de la commune et de ses infrastructures peut être observée sur les différentes représentations cartographiques du territoire : la carte de Cassini (XVIIIe siècle), la carte d'état-major (1820-1866) et les cartes ou photos aériennes de l'IGN pour la période actuelle (1950 à aujourd'hui).

## Toponymie

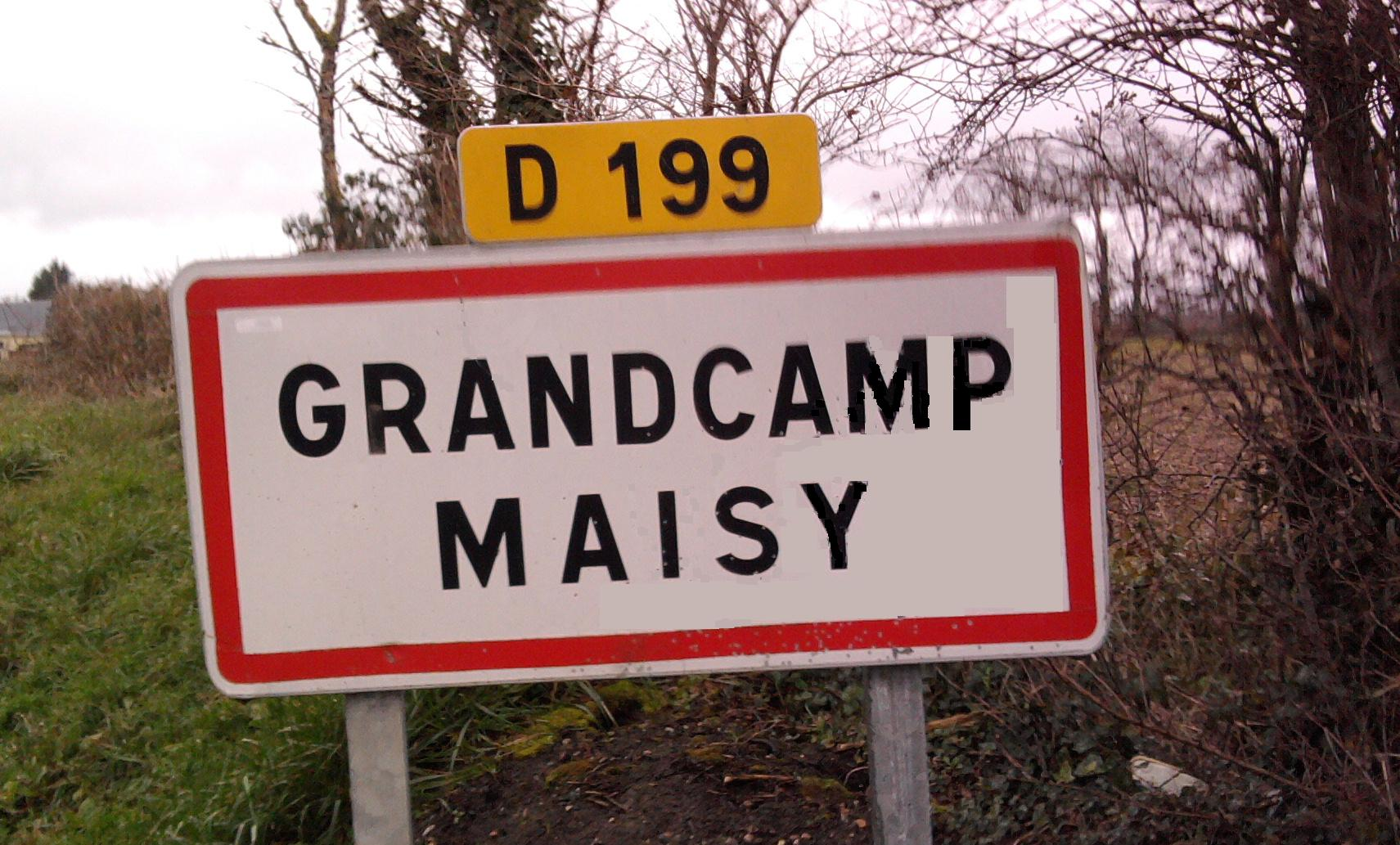
Grandcamp-Maisy.

Grandcamp : le nom de la localité est attesté sous les formes Grandis Campus en 1082, Magnus Campus en 1252, Saint Nicolas de Grandchamp en 1290, Grantchamp en 1356, Grandcamp au XVIIIe siècle, Grandcamp-Létanvile en 1824, Grandcamp en 1884. Grandcamp-Les-Bains en 1890,.
De grand et camp « champ », avec conservation du groupe /ca/, la localité se trouvant au nord de la ligne Joret.
Maisy : le nom de la localité est attesté sous les formes Mezy en 1155, Mezie en 1160, Meysi en 1170, Maiseium en 1184, Meseyum en 1205, Maiseyum en 1247, Maeseium/Maseyo en 1356, Maisi en 1371, Mesye en 1419,
Maysy en 1750,
Le gentilé est Grandcopais ou Grandcomaiserais.

## Histoire

### Moyen Âge
Vers 1180, Henri II, concède, en raison de son office de connétable de Normandie, à Guillaume du Hommet huit fiefs en Angleterre, et trois en Normandie : Maisy, La Haie de La Luthumière (Brix) et Auppegard. En 1190 à Tours, Richard Cœur de Lion confirme la concession, car l'office était tenu par son père, Richard Ier,.

### Temps modernes
Grandcamp fut le siège d'une capitainerie générale, constituée en avril 1554 par Henri II, composée de deux bataillons, qu'organisa François Ier et que Louis XIV renforça, faisant de Grandcamp un centre administratif et de défense, vocation qu'elle gardera jusqu'au XIXe siècle. Dans la première moitié du XVIIe siècle, Jean Le Roux de Langrie (v. 1595-1663), écuyer, trésorier de France à Caen et conseiller à la cour des aides de Normandie établie à Caen, est seigneur de Grandcamp, Létanville et Langrie.
En 1746, le site fut fortifié avec notamment le Fort Samson de type Vauban.

### Époque contemporaine

#### Fusions

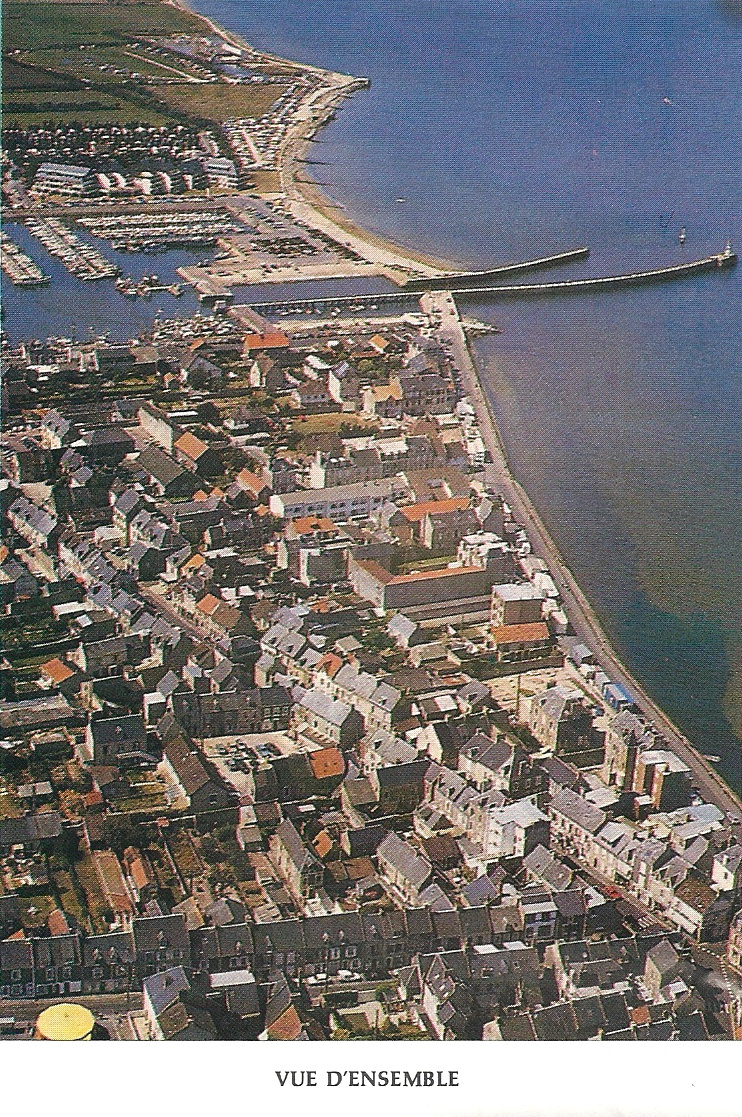
Vue aérienne de la station balnéaire et touristique de Grandcamp-Maisy.

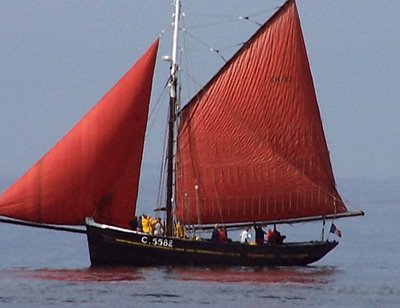
Le bateau de pêche la Grandcopaise.

La commune de Grandcamp-Maisy, a subi deux principales fusions :
- la première en 1824, Grandcamp fusionnant avec Létanville, devient Grandcamp-Létanville. Le nom de la commune perdra en 1890 Létanville au profit de les-Bains : Grandcamp-les-Bains. Mieux approprié à la ville, elle donnera une information aux vacanciers utile sur sa situation (près de la mer) et sur sa réputation de station touristique et balnéaire. Image de ses bains, sa marée fraîche et de sa plage sablonneuse sans danger ;
- la deuxième, précédée d'une association en 1972, établit le rapprochement de Grandcamp-les-Bains et de Maisy. La nouvelle commune est baptisée Grandcamp-Maisy. La fusion devient totale en 1992.

#### La Belle Époque

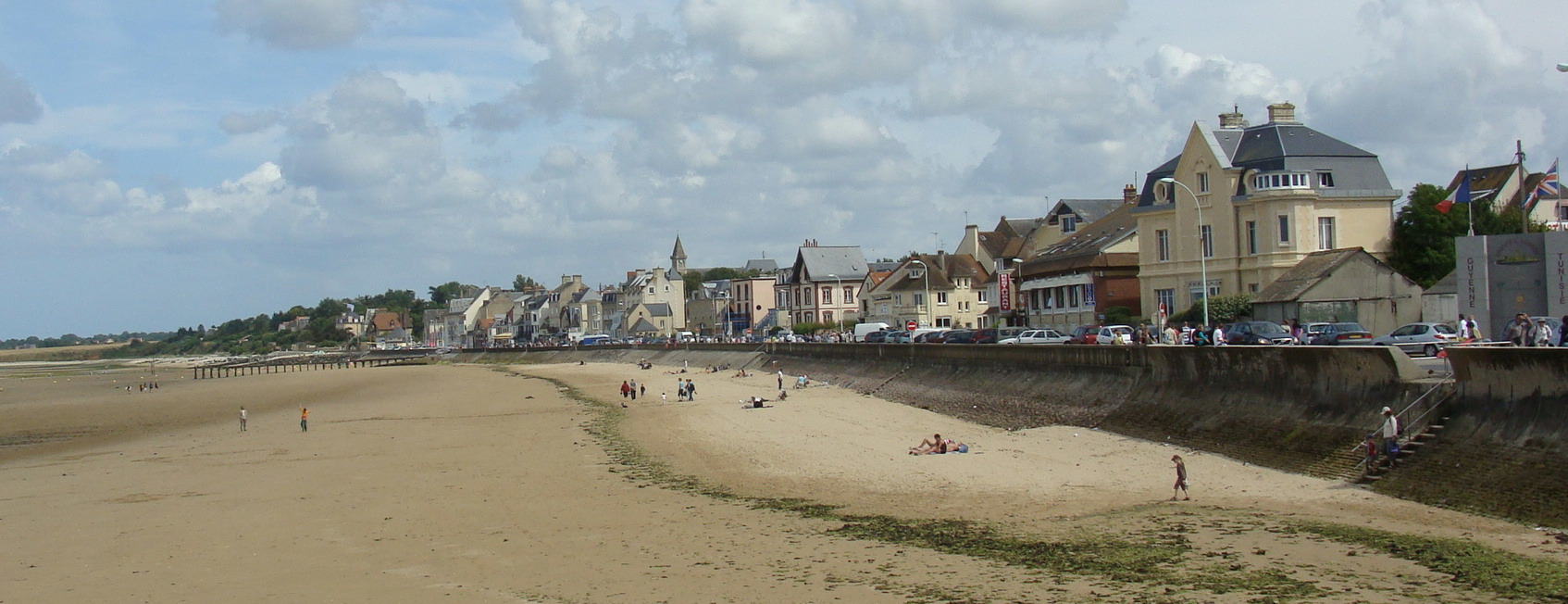
Vue du Perré, Grandcamp et sa plage de sable fin.

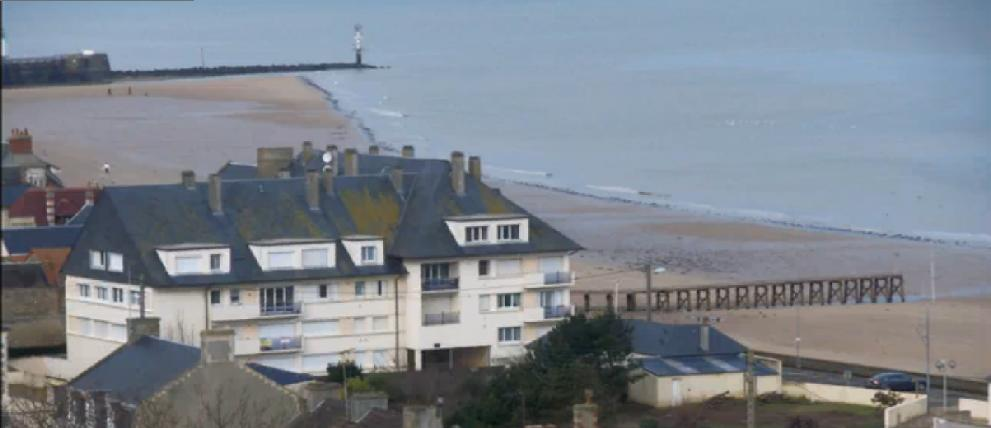
Vue du Perré, Grandcamp et sa plage de sable fin.

Entre 1880 et 1930, Grandcamp fut une des plages les plus renommées en France. À cette époque, les Français possèdent de nouveaux moyens de transport pour de faibles distances (automobile, train, tramway…). Au début du XXe siècle, le village était relié par les chemins de fer français, représentés sur de nombreuses cartes postales.
C'est ainsi que les habitants de la capitale et de ses alentours affluent sur Grandcamp. C'est à cette époque que la ville connait un essor économique important et l'arrivée d'une population inattendue : la bourgeoisie parisienne et l'aristocratie.
De nos jours, la ville possède un vestige de cette époque : ses villas. Elles sont une dizaine à border le littoral de Grandcamp (villa Mathieu, villa Saint-Nicolas, le Manoir, les Hirondelles…), toutes plus somptueuses les unes que les autres. Mais également une affiche typique de l'époque qui vante les nombreuses attractions de la ville.

#### LeCommandant-Garreau
Le Commandant-Garreau est un bateau de sauvetage qui porte le nom de son donateur, un capitaine de frégate qui l'avait offert à la station de sauvetage de Grandcamp en 1894. Construit par le chantier Augustin Normand du Havre, ce canot long de 10,10 m et large de 2,d27 m, pesant 3,6 tonnes, équipé pour être armé par douze hommes dont dix canotiers en couple, sauva entre autres les sept hommes du trois-mâts anglais Chrisolite en 1915 et les six marins du sloop Deux Frères, de Grangcamp, en 1922.
Ce bateau fut racheté en 1957 par le Centre nautique des Glénans et utilisé, après transformation, par les stagiaires dudit centre sous le nom de Grand-chose. En 1986, il fut acheté par le musée de la pêche de Concarneau où il fut restauré, et où il est toujours exposé sous son nom d'origine.

#### Depuis 1944
Cette commune est proche de la pointe du Hoc, et a une histoire fortement marquée par le débarquement de 1944. Lors de la bataille de Normandie, elle est libérée par les Alliés dans la journée du 9 juin 1944, après de durs combats.
Le 14 juin 1944, Grandcamp reçoit la visite du général de Gaulle, après avoir fait son discours à Bayeux et à Isigny-sur-Mer, il se rend sur la place de la République, monte sur une charrette et fait un discours.
Située entre la ville de Géfosse-Fontenay et Vierville-sur-Mer, elle fait partie du parcours des plages du débarquement.
En 1977, naît le trotteur français Lutin d'Isigny, au haras des Essarts dirigé par Maurice Cornière.

## Politique et administration

### Liste des maires
| Période                   | Période                   | Identité                            | Étiquette | Qualité |
| ------------------------- | ------------------------- | ----------------------------------- | --------- | --- |
| 1791                      | 1792                      | Louis-François de Cussy             |           | |
| 23 novembre 1792          | 18 décembre 1792          | Thomas Delaune                      |           | |
| 19 décembre 1792          | 1796                      | Julien Morice                       |           | |
| 1796                      | 1798                      | Antoine Pierre François Adeline     |           | |
| 10 pluviôse an VI (1798)  | 1798                      | Delauna                             |           | |
| 10 germinal an VI (1798)  | 27 thermidor an VI (1798) | Jacques Lecarpentier                |           | |
| 27 thermidor an VI (1798) | 1801                      | Jean-Philippe Lamare                |           | |
| 1801 (an IX)              | 1804                      | Hyacinthe de Cussy                  |           | |
| 1804 (an XII)             | 1807                      | Le Carpentier                       |           | |
| 28 juillet 1807           | 19 mai 1817               | Hyacinthe de Cussy                  |           | |
| 19 mai 1817               | 2 novembre 1821           | Germain Le Pareux                   |           | |
| 29 décembre 1821          | 1er décembre 1837         | Antoine Binet                       |           | |
| 1837                      | 19 septembre 1848         | Louis Leprince                      |           | |
| 1848                      | 7 avril 1850              | Jean-Arthur Pillet                  |           | |
| 1850                      | 3 février 1857            | Jacques Lamare                      |           | |
| 1857                      | 20 décembre 1860          | Louis Leprince                      |           | |
| 1860                      | janvier 1863              | Gustave Hue                         |           | |
| 1863                      | 2 août 1865               | Hyacinthe Binet                     |           | |
| 1865                      | 2 octobre 1870            | Denis-Dumont                        |           | |
| 1870                      | 1871                      | Porret                              |           | |
| 1871                      | 14 octobre 1876           | François Tostain                    |           | |
| 1876                      | 16 janvier 1878           | Jacques Lamare                      |           | |
| 1878                      | 6 juin 1885               | Charles Moy                         |           | |
| 1885                      | 25 janvier 1894           | Victor Rollin                       |           | |
| 1894                      | 1898                      | Léonce Marie                        |           | |
| novembre 1898             | 1908                      | Louis Frédéric Tostain              |           | |
| 1908                      | 12 novembre 1919          | Étienne Tréfeu de Fresnes de Fréval |           | |
| 12 décembre 1919          | mars 1920                 | Alexandre Gibert                    |           | |
| 25 avril 1920             | août 1924                 | Léon Jouanne                        |           | |
| 1924                      | septembre 1925            | Henri Crampon                       |           | |
| 1925                      | 28 mars 1936              | Léon Gouye                          |           | |
| 10 mai 1936               | 9 juillet 1938            | Pesquerel                           |           | |
| 1938                      | 6 août 1939               | Tisserand                           |           | |
| 1939                      | 19 janvier 1945           | Léon Gouye                          |           | |
| 1945                      | 1959                      | Jean Marion                         |           | |
| 1959                      | 1968                      | Bernières                           |           | |
| 1968                      | 1983                      | Colonel Paul Courson                |           | |
| 1983                      | mars 1989                 | Roger (Rogé) Colin                  |           | |
| mars 1989                 | mars 2001                 | Jean-Marc Lefranc                   | UMP       | Ancien menuisier-charpentier Député (2002-2012), conseiller régional de Basse-Normandie (1998-2015) Conseiller général du canton d'Isigny-sur-Mer (2001-2002) |
| mars 2001                 | mars 2008                 | Anne-Marie Audrain                  | UMP       | Pharmacienne |
| mars 2008                 | mars 2015                 | Serge Bigot                         | SE        | Retraité (industrie) |
| mars 2015                 | mai 2020                  | Jean-Paul Montagne                  | UDI       | Cadre commercial en immobilier |
| mai 2020                  | août 2021                 | Jean-Marc Lefranc                   | LR        | Retraité, ancien député |
| sept. 2021                | En cours                  | Éric Poissonnière                   |           | Cadre commercial |

Le marquis de Mandeville, Louis-François de Cussy, devient maire de Grandcamp en 1791, il fut protégé par les habitants de la ville, n'ayant pourtant aucune attache à Grandamp, il mourut en 1802.

### Jumelages

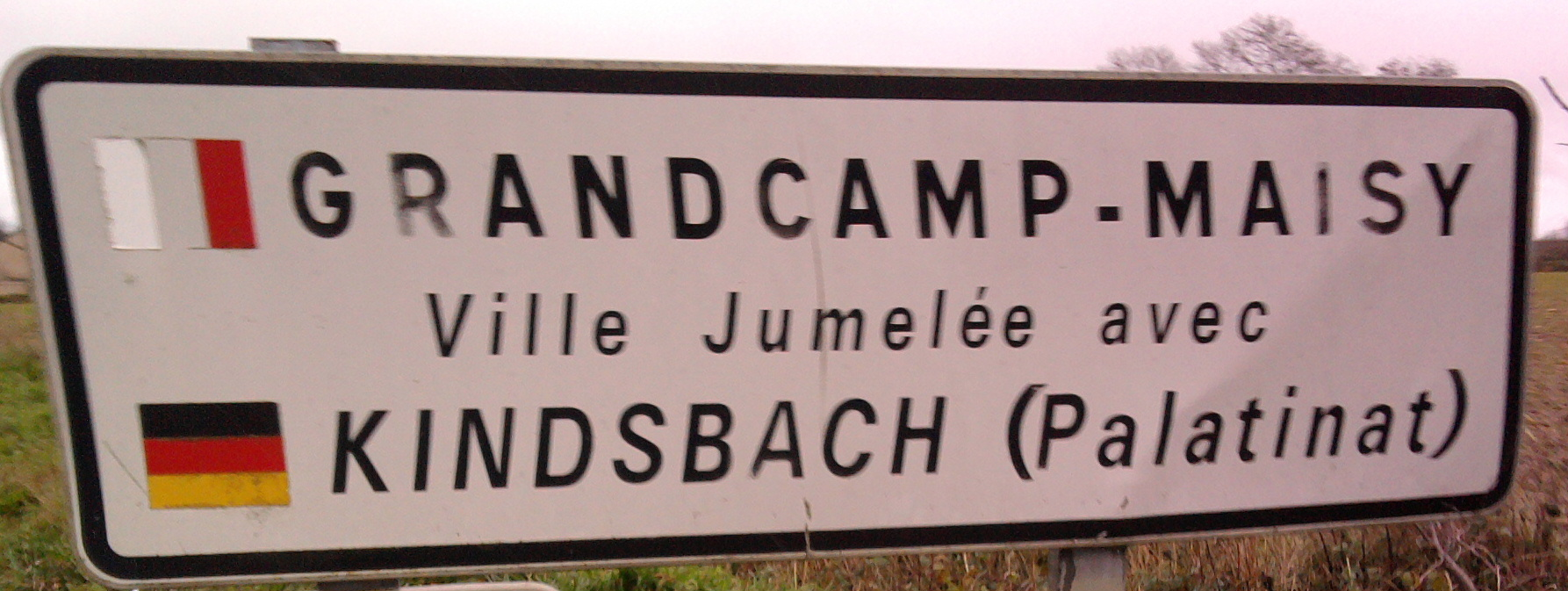
Panneau de Jumelage avec Kindsbach.

- Kindsbach (Allemagne) depuis 1981.

## Équipements et services publics

### Enseignement
Le groupe scolaire Jean-Marion accueille les élèves pour la maternelle et le primaire.

### Santé
La ville possède : 
- une pharmacie ;
- un médecin ;
- un cabinet infirmier ;
- un dentiste.

## Population et société

### Démographie
L'évolution du nombre d'habitants est connue à travers les recensements de la population effectués dans la commune depuis 1793. Pour les communes de moins de 10 000 habitants, une enquête de recensement portant sur toute la population est réalisée tous les cinq ans, les populations de référence des années intermédiaires étant quant à elles estimées par interpolation ou extrapolation. Pour la commune, le premier recensement exhaustif entrant dans le cadre du nouveau dispositif a été réalisé en 2006.
En 2022, la commune comptait 1 525 habitants, en évolution de −2,37 % par rapport à 2016 (Calvados : +1,58 %, France hors Mayotte : +2,11 %).
| 1636    | 1669     | 1675    | 1682     | 1688    | 1700    | 1705    | 1709     | 1710 |
| ------- | -------- | ------- | -------- | ------- | ------- | ------- | -------- | ---- |
| 81 feux | 100-85 f | 98-81 f | 101-73 f | 73-44 f | 87-59 f | 90-73 f | 104-81 f | 93 f |

| 1713  | 1716    | 1720     | 1765  | 1790        | - | - | - | - |
| ----- | ------- | -------- | ----- | ----------- | - | - | - | - |
| 103 f | 97-82 f | 102-87 f | 110 f | 107 f 571 h | - | - | - | - |

| 1793 | 1800 | 1806 | 1821 | 1831  | 1836  | 1841  | 1846  | 1851  |
| ---- | ---- | ---- | ---- | ----- | ----- | ----- | ----- | ----- |
| 533  | 627  | 673  | 777  | 1 258 | 1 260 | 1 264 | 1 310 | 1 436 |

| 1856  | 1861  | 1866  | 1872  | 1876  | 1881  | 1886  | 1891  | 1896  |
| ----- | ----- | ----- | ----- | ----- | ----- | ----- | ----- | ----- |
| 1 463 | 1 529 | 1 613 | 1 624 | 1 691 | 1 704 | 1 731 | 1 868 | 1 847 |

| 1901  | 1906  | 1911  | 1921  | 1926  | 1931  | 1936  | 1946  | 1954  |
| ----- | ----- | ----- | ----- | ----- | ----- | ----- | ----- | ----- |
| 1 839 | 1 844 | 1 774 | 1 615 | 1 604 | 1 621 | 1 598 | 1 632 | 1 576 |

| 1962  | 1968  | 1975  | 1982  | 1990  | 1999  | 2006  | 2011  | 2016  |
| ----- | ----- | ----- | ----- | ----- | ----- | ----- | ----- | ----- |
| 1 518 | 1 536 | 1 809 | 1 845 | 1 881 | 1 831 | 1 757 | 1 740 | 1 562 |

| 2021  | 2022  | - | - | - | - | - | - | - |
| ----- | ----- | - | - | - | - | - | - | - |
| 1 529 | 1 525 | - | - | - | - | - | - | - |

### Manifestations culturelles et festivités

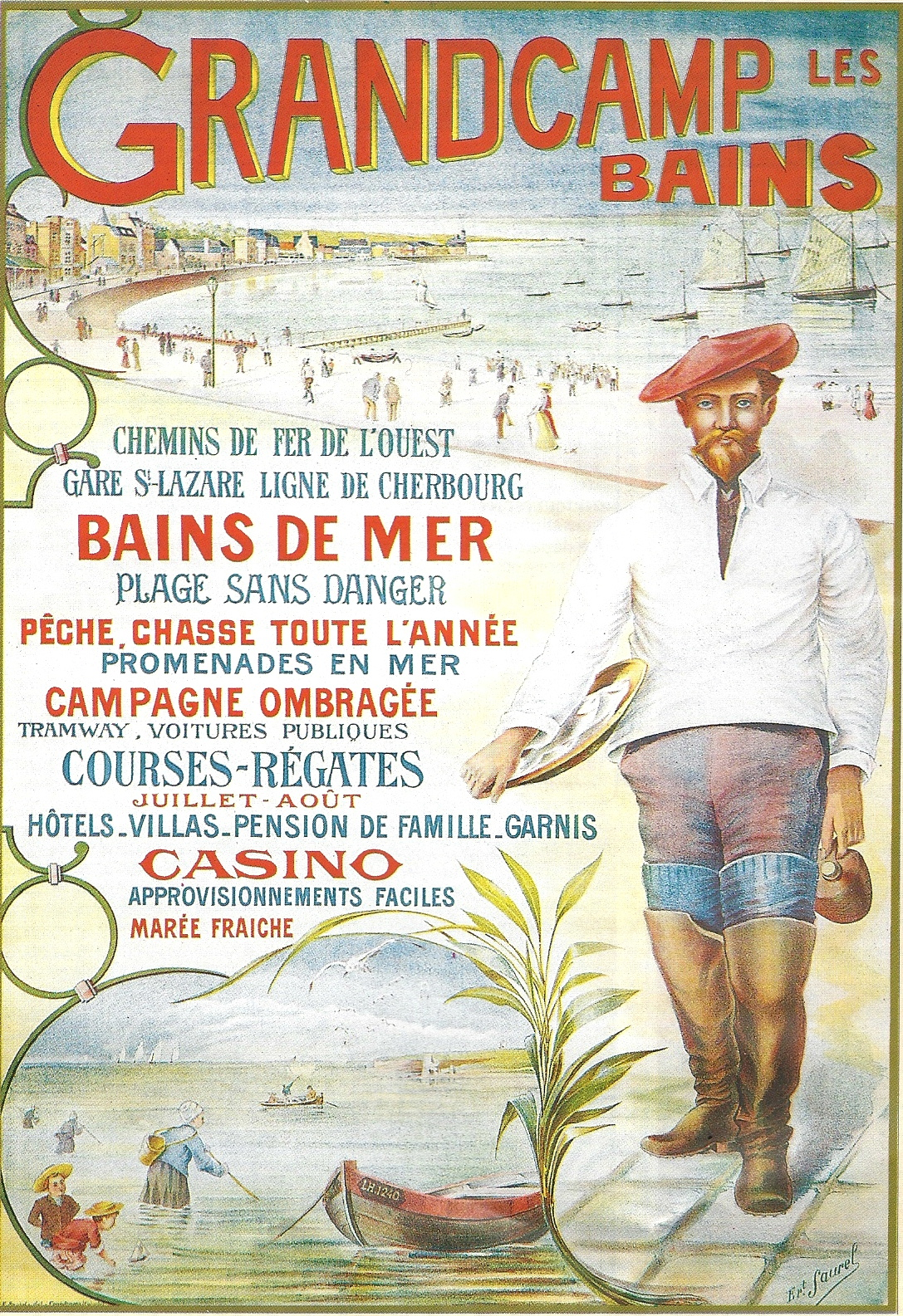
Affiche 1900.

- La Fête du bouquet, le premier week-end d'août
- La Fête de la coquille Saint-Jacques, le premier week-end de décembre pour fêter l'ouverture à la pêche du gisement de la baie de Seine,
- Feu d'artifice le 13 juillet et le 15 août,
- Régate le week-end du 15 août avec manèges, attractions…
- Course cycliste, le lundi de la semaine qui suit,
- Majorettes, retraites aux flambeaux, jeux de plages, courses…
- Marchés :
  - le mardi matin dans la rue principale
  - le dimanche sur le port (ou rue principale)
- Marchés du terroir
- Salon du livre, courant mai. Il est organisé par l'association Lectures de proue

#### Les bénédictions de la mer
Depuis 1924, Grandcamp fête la bénédiction de la mer, considérée comme l'une des fêtes les plus importantes de la ville, elle mobilise tous les habitants (création des fleurs…). Grand moment de rencontre entre Grandcopais et vacanciers, elle rend hommage aux marins pêcheurs.
| Dates           | Présidées par                 | Curés de Grandcamp-Maisy | Occasions                 | Bateaux-Amiraux   |
| --------------- | ----------------------------- | ------------------------ | ------------------------- | ----------------- |
| 20 juillet 1924 | Thomas-Paul-Henri Lemonnier   | Abbé Samson              | Début des travaux du port |                   |
| 15 août 1927    | Quirié                        | Abbé Samson              | Fin des travaux du port   |                   |
| 27 août 1933    | François-Marie Picaud         | Abbé Samson              | Nouveau clocher           |                   |
| 20 août 1950    | l'évêque de Bayeux            | Abbé Leroy               | -                         |                   |
| 2 août 1953     | André Jacquemin               | Abbé Leroy               | Nouvelles portes du port  |                   |
| 4 août 1957     | Pierre Fallaize               | Abbé Patris              | -                         | Gloire à Dieu     |
| 22 juillet 1962 | Abbés Giraut et Juaye-Mondaye | Abbé Patris              | -                         | Providence        |
| 16 juillet 1978 | Jean Badré                    | Abbé Edy                 | -                         | Christophe Carole |
| 13 juillet 1986 | Bernard                       | Abbé Edy                 | -                         | Virgule           |
| 17 juillet 1994 | Pierre Pican                  | Abbé Edy                 | -                         | Le Grandcopais    |
| 23 juillet 2000 | Pierre Pican                  | Abbé Edy                 | -                         | L'Père Georges    |

Le patron du Gloire à Dieu était Pierre-Louis Chardon.

### Sports et loisirs

#### Tennis Club TCGM
Les amateurs de tennis peuvent venir frapper la balle au club de tennis (TCGM) qui propose quatre terrains en « quick » : deux en intérieur et deux en extérieur.

#### Football Club EMG
L'Espoir maritime grandcopais (EMG) fait évoluer une équipe de football en division de district.

#### Nautisme
Grandcamp est un port de pêche mais également un port de plaisance avec ses 270 places protégées des aléas climatiques.
Maintenant gérée par l'intercommunalité, la ville possède une école de voile ouverte de juillet à août selon les marées pour tout public.

## Économie

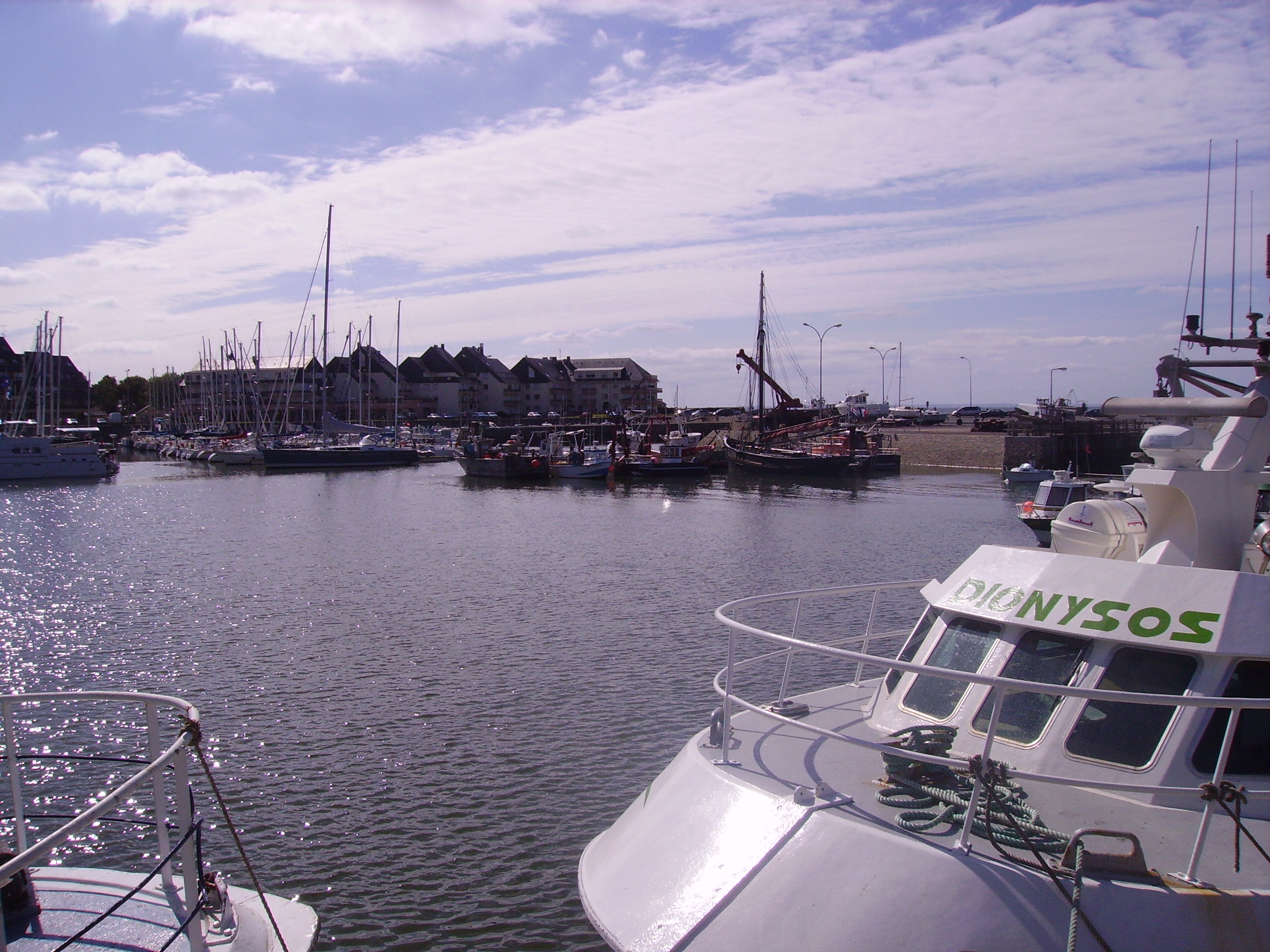
Le port.

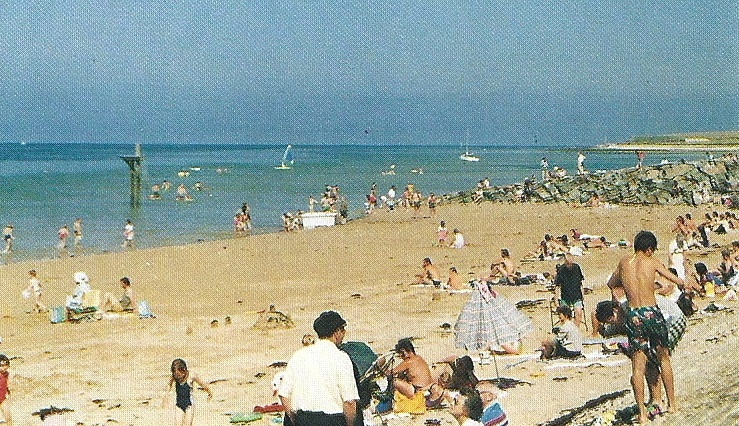
La plage de Grandcamp.

La commune se situe dans la zone géographique des appellations d'origine protégée (AOP) Beurre d'Isigny et Crème d'Isigny.
- Les activités économiques de Grandcamp-Maisy sont basées sur la pêche et le tourisme, réputé pour sa coquille Saint-Jacques et son poisson frais. On y pêche également la crevette dans les rochers découverts à marée basse pour le plaisir des vacanciers. Grandcamp-Maisy possède aussi un centre d'ostréiculture. Pour développer la pêche, un bassin de refuge fut construit en 1926, avant cette date un épi de bois se dirigeant vers la mer permettait aux bateaux de s'amarrer. Cet épi est toujours accessible grâce à son entretien régulier.
- Les célèbres roches de Grandcamp possèdent de nombreux crustacés...
- Grandcamp-Maisy est le 1er port du Bessin pour la pêche de la coquille Saint-Jacques[réf. nécessaire].

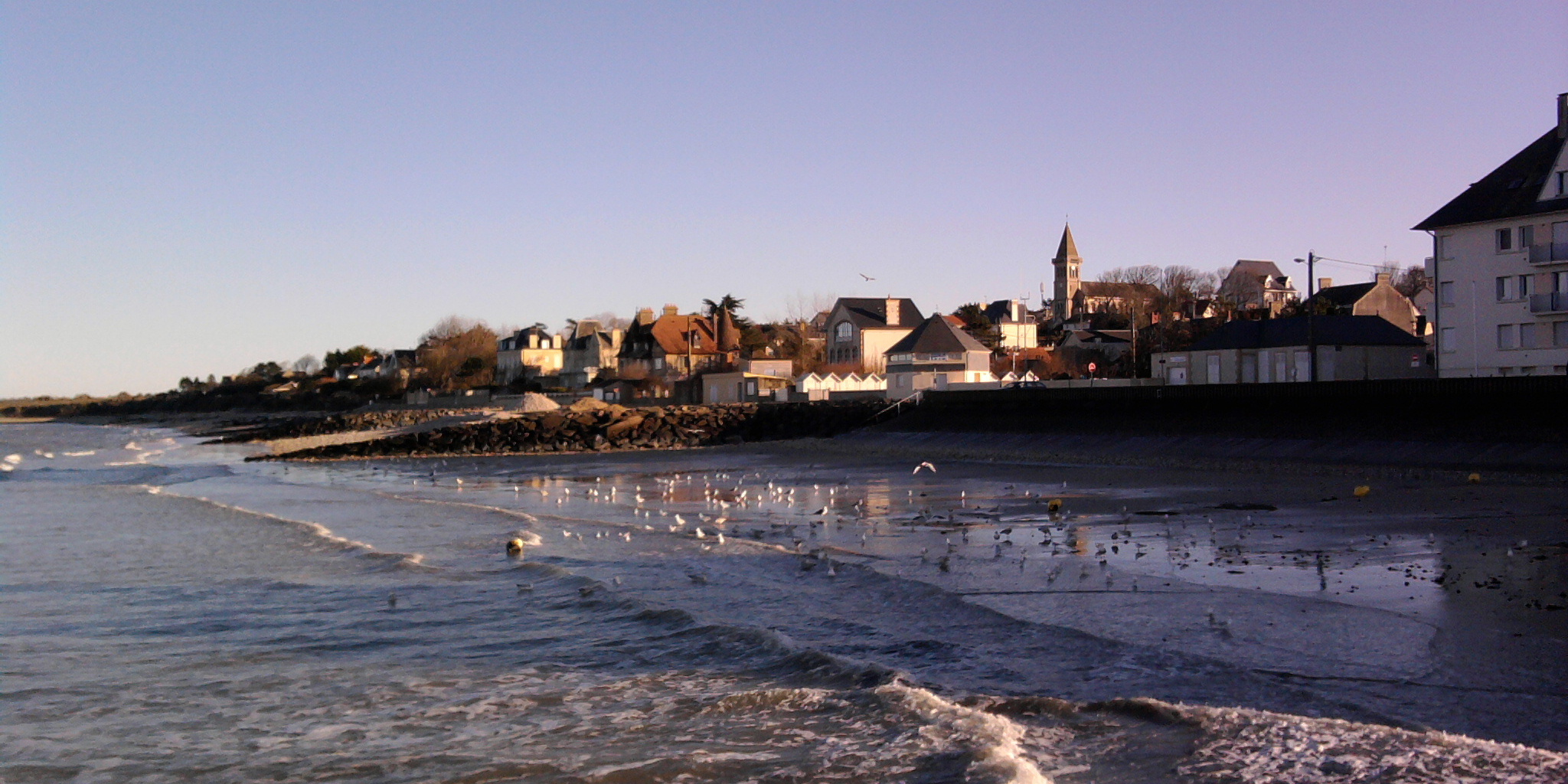
Le quartier des Villas vu de l'épi.

## Culture locale et patrimoine

### Lieux et monuments

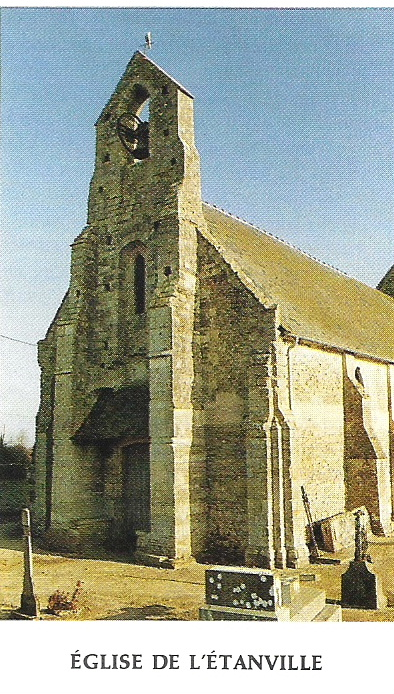
L'église Saint-Malo de Létanville.

- Église Saint-Malo de Létanville du XIIIe siècle, inscrite au titre des monuments historiques[59].

L'église fut donné, entre 1154 et 1189, par Richard du Hommet au prieuré de Saint-Fromond.
- Église Notre-Dame de Grandcamp du XIXe siècle et Reconstruction.
- Église Saint-Germain de Maisy (chœur du XIIIe siècle, Reconstruction), inscrite au titre des monuments historiques[61].
- Tombe du commandant Kieffer.
- Vestige de la maison de Du Guesclin.
- Ferme-manoir de la Tonnellerie, rue du Château d'Eau : ancien fief du Castel ; on doit la construction de la ferme-manoir à Jean Guillaume d'Allain, receveur de Maisy, anobli en 1658 par Louis XIV. À sa mort, c'est Jacques d'Allain, l'un de ses fils, qui devient seigneur du Castel et d'Amont la Ville. La demeure, est achevé en 1680, et en 1713, le fief passe par alliance à Laurent Gosselin, seigneur de la Tonnellerie, qui lui donne son nom. Il restera dans la famille Gosselin jusqu'à la fin du XVIIIe siècle. Le manoir sera à moitié détruit dans la nuit du 5 au 6 juin 1944. C'est en 1953 que Marcel Destors, propriétaire de la Tonnellerie, maire de Maisy, conseiller général du canton d'Isigny, décide de reconstruire le domaine à l'identique[62].

L'ensemble avec le jardin est clos par de hauts murs. Du portail, il ne subsiste que la porte piétonne avec son contrefort, la porte charretière ayant été détruite. Le logis est flanqué à chacune de ses extrémités par un pavillon. Sa porte principale arbore les armoiries de la seigneurie des d'Allain, « de gueules au chevron d'argent accompagné de 3 coquilles d'argent posées 2 en chef et 1 en pointe ». Sa façade côté cour s'éclaire par neuf larges fenêtres, et les combles s'éclairent par cinq lucarnes avec frontons triangulaires sculptés et surmontés d'un pinacle. Le toit est surmonté par quatre grandes cheminées. Côté jardin, la façade arbore le même agencement, hormis le fronton des lucarnes qui est curviligne. La lucarne du centre porte la date de 1680 correspondant à la construction du manoir, ainsi qu'un cadran solaire. À l'écart on trouve la boulangerie et son four à pain avec pavés. Une longue étable et les divers bâtiments agricoles sont disposés autour de la cour.
- Statue de la Paix. En acier étincelant, elle a été sculptée par l'artiste chinois Yao Yuan et érigée pour le 60e anniversaire du débarquement en Normandie.
- Batteries de Maisy : deux batteries d'artillerie allemandes (dont une en construction) installées durant la Seconde Guerre mondiale au sud du bourg de Maisy.
- Les moulins de Varennes, d'Odo, de la Bigne, du Petit Douet, de la Martinière.
- Les épis, le premier est construit en 1865.
- Le vieux Grandcamp recouvert par les eaux et ses maisons construites à l'aide de pierres des carrières grandcopaises et de sable de mer.
- Musée des Rangers, en mémoire de la Seconde Guerre mondiale. Il a fermé en 2015.

La ville était reliée au chemin de fer de 1888 à 1922. Elle possède un gréement traditionnel appelé La Grandcopaise.

#### L'épi

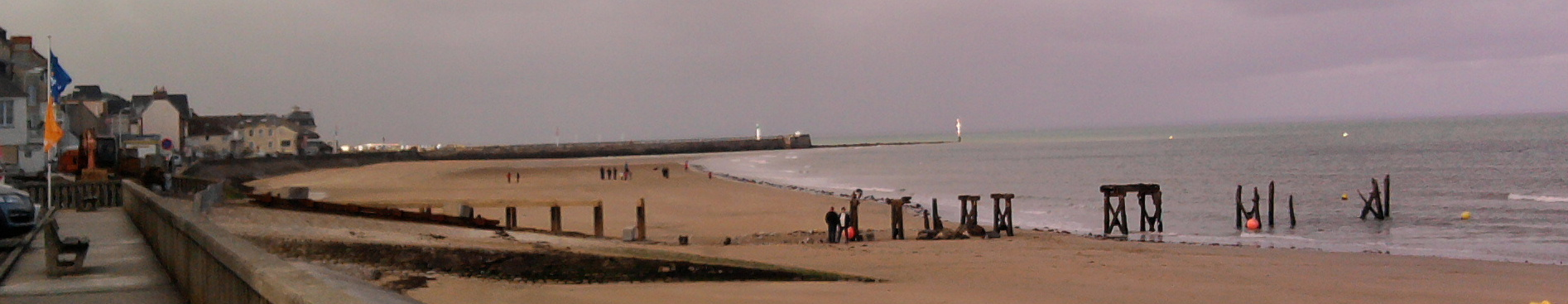
Destruction de l'épi le 20 octobre 2009.

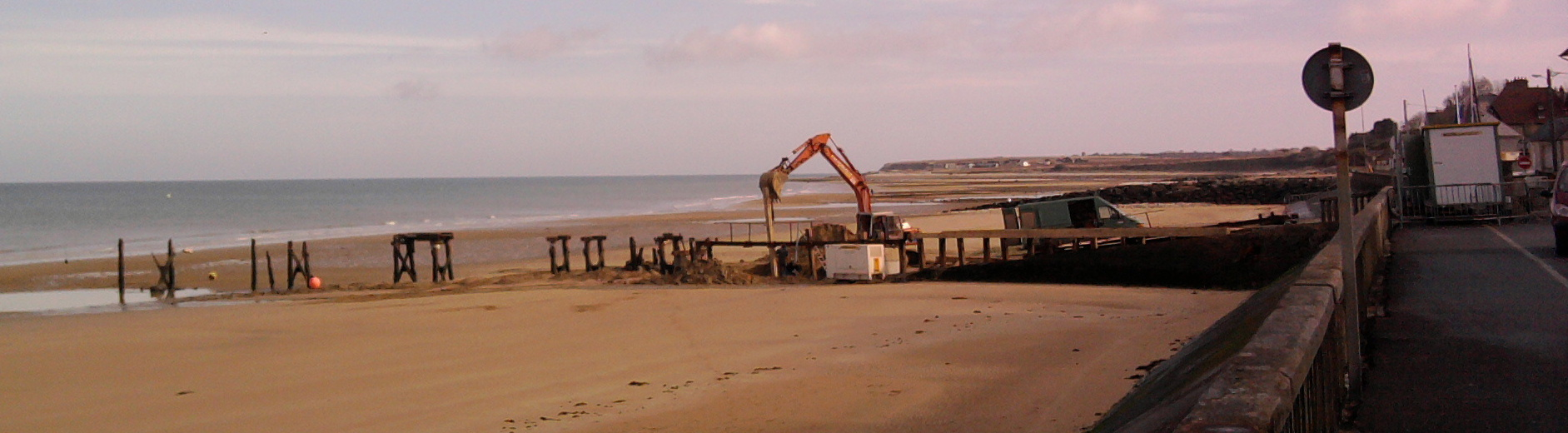
Reconstruction de l'épi le 29 octobre 2009.

- En 1860, par des phénomènes naturels, la ville a perdu sa protection de galets et fut obligée d'adopter une nouvelle protection, qui sera la construction en béton actuelle dit le Perré. Cette construction fut précédée par la construction en 1865 d'un épi face à l'office de tourisme et de deux autres en 1869, en face de la rue Waldeck-Rousseau et de l'hôtel Crampon.
- En 1881, l'ancêtre de l'épi actuel est construit mais il est rudimentaire et sera précédé par la construction de la cale. Après de nombreux aménagements il sera restauré par le charpentier M. Longuemare dans les années 1960.
- En 2009, son état est catastrophique et de grand travaux s'imposent, la commune décide de le reconstruire entièrement en bois (chêne) pour un montant de 75 000 €.[réf. nécessaire]

### Patrimoine culturel

#### Patois local: le grandcopais
Intégré dans le patois normand, il est un mélange de vieux français et de restes de langues scandinaves (principalement du danois), de picard incluant le Bessin et le centre de la Manche.

##### Les crustacés en grandcopais
- Étoile de mer : Fifotte
- Coquille Saint-Jacques : Gofiche
- Araignée : Gru (Masc.)
- Étrille: Piennetrais
- Tourteau : Poupard, crabe franche ou encore dormeur
- Moule : Mouôle
- Bernard l'ermite : Rampi
- Buccin : Rancapa
- Crevette Grise : Buhotte
- Litorrine : Vigneu (ou bigorneau)
- Crabe vert : Crabe aragi (Enragi)
- Crevette rose : Demoiselle de Grandcamp

##### Les poissons grandcopais, céphalopodes et autres
- Sideniet : Câ pouorri
- Tacaud : Gâlu
- Maquereau : Macra
- Sèche : Margatte
- Rouget Barbet : Surmulet
- Petite Barbue : Verte
- Pieuvre : Chatrou
- Calamar : Encornet, secruic
- Méduse : Sargane

##### Oiseaux de la mer
- Mouette : Mâve
- Sterne : Tieri-tierette
- Oie bernache : Benêk
- Fou de Bassan : Margäs

##### Autres
- Pioha : peau
- Tchiq : qu'es que
- Anieu : aujourd'hui
- Dmoin : demain
- Hatsaire : ce soir
- Avoir pou : avoir peur
- Bacouetter : bavarder
- Baigne-tchu : touriste
- Benom : surnom
- Bouiner : bricoler
- Boutou : filet de pêche à la crevette
- Couta : couteau
- Deroba : tiré, sauvé
- Ecapper : échapper
- Eplutchi : éplucher
- Etraler : tomber
- Spaindji : tomber à l'eau
- Gambe : jambe
- Lanet : épuisette
- Mougi : manger
- Muler : bouder
- Neirchir : noircir
- Nieu : nuit
- Nom d'gousse : nom de dieu
- Ouiner : pleurnicher
- Pis : pieds
- Produits d'la mâ : produits de la mer
- Quotchiette : chaussette
- Sapa : gourmand
- Rafreux : vieilleries
- Sola : soleil
- Tchu : fesses[64].

#### Œuvres littéraires
- 6 juin 1944 Overland (BD) de Mister Kit & Serge Saint-Michel, éd. OREP
- Chroniques grandcopaises 19 numéros (magazine) de Jean-Michel Cattelain, autoédition
- GREXPO 
  - Grandcamp raconte (magazine) autoédition, dédié à Marie-Thérèse Yver et Suzanne Chardon, 2002
  - Quelques pages d'histoire (plaquette), Les grandes étapes historiques, 1990
  - Souvenirs d'école (photos), 78 photos d'école de 1920 à 1972, (1995-1998)
  - Chansons de Grandcamp (plaquette), 12 chansons anciennes ou modernes, 1993
  - Grandcamp témoignages (magazine), Témoignages de gens ayant vécu en 39/45 pendant la guerre, 1994
  - Grandcamp paroisse et religion (brochure), Les grandes étapes de la paroisse, 1997

#### Œuvres audiovisuelles
- Grandcamp-Les-Bains, 1928
- Charlie Dingo, film de Gilles Béhat, avec Guy Marchand, a été tourné en partie à Grandcamp[réf. souhaitée].

#### Reproductions de cartes postales
- Le poilu
- Mairie et écoles
- Tribunes du jury un jour de régates
- Arrivée du tramway au musoir
- Villa Mathieu
- L'église
- La villa Favorite (ou villa renée) (propriétaire Mme Renée RICHARD, chanteuse lyrique à l'opéra de Paris)

#### Œuvres audio
- La Chanson du port, Cd comprenant 9 chansons et 2 vidéos sur les titres les plus connus de la ville de Jean-Marie Coispel

### Personnalités liées à la commune

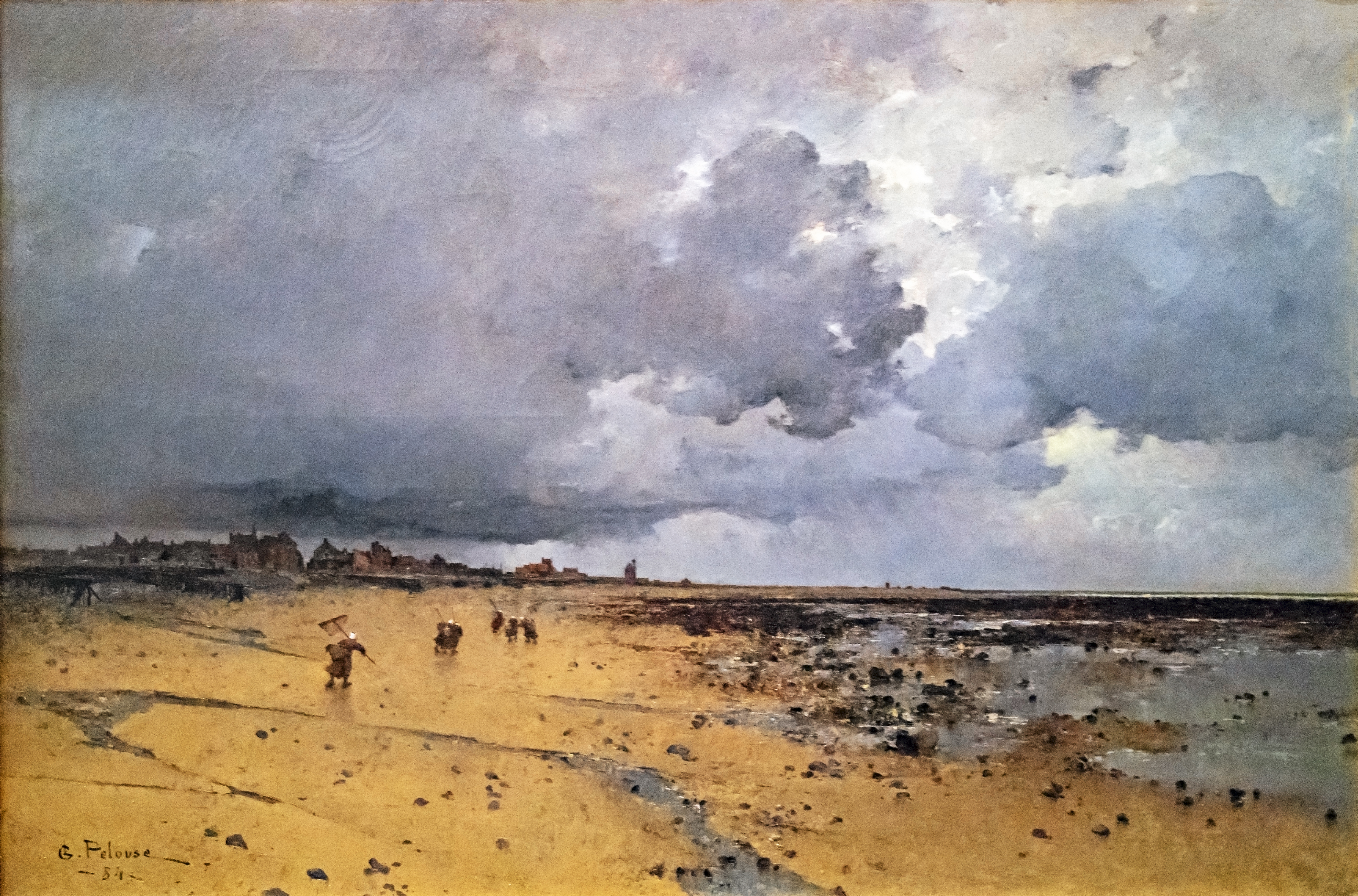
Léon Germain Pelouse, Grandcamp à marée basse, Musée des beaux arts de Carcassonne.

- Alexandre Dumas (1802-1870), auteur, il a écrit Les Chasseurs de Sauvagine, dont l'histoire se déroule à Maisy.
- Léon Germain Pelouse (1838-1891), peintre-paysagiste, il peignit Grandcamp.
  - Émile Zola (1840-1902), écrivain, il séjourna à Grandcamp-les-Bains au temps de la belle époque au lieu-dit "le Pérré", le front de Mer.
- Léon-Gustave Ravanne (1854-1904), peintre, séjourna à Grandcamp pendant plusieurs années.
- Alphonsine, Hélène Richard d'Ozouville dite Renée Richard[65] (Cherbourg, 1858 - Grandcamp-Maisy, 1947), chanteuse lyrique à l'opéra de Paris, marraine des cloches de l'église actuelle et Saint-Nicolas (cimetière).
- Georges Seurat (1859-1891), peintre, peignit 18 œuvres sur la ville dont La Rade de Grandcamp, Grandcamp un soir… Ses œuvres sont dans les plus grands musées du monde.
- Gustave Umbdenstock (1866-1940), architecte, construisit une villa à Grandcamp-Maisy.
- Henri Crampon, homme politique mort le 23 juillet 1925. Impliqué dans l'amélioration de la ville ; un quai porte son nom.
- Le docteur Boutrois, mort le 31 janvier 1928, fut un grand médecin très apprécié des Grandcopais. Aujourd'hui, une rue de Grandcamp et d'Isigny-sur-Mer portent son nom.
- Philippe Kieffer (1899-1962), officier de la marine française, inhumé à Grandcamp-Maisy et conseiller municipal de Grandcamp-les-Bains (Maisy) en 1946.
- René Bansard (Grandcamp-les-Bains, 1904 - 1971), écrivain.
- Georges Massard (1906-2016), doyen masculin des Français, y vivait[66].

### Héraldique
| Blason de la commune | Les armes de Grandcamp-Maisy se blasonnent ainsi : D'azur au trois-mâts habillé du même, mâté et équipé de sable, accompagné en chef d'une moule posée en fasce, adextrée d'une gerbe et senestrée d'un pot à lait et en pointe d'une coquille, le tout d'or. La ville a pour devise : « Grandcamp-Maisy : un art de vivre. » | Logo de la ville. |